# Les Neuf Milliards de noms de Dieu
Les Neuf Milliards de noms de Dieu (titre original : The Nine Billion Names of God) est une nouvelle d’Arthur C. Clarke, publiée en 1953. Le nom de cette nouvelle apparaît également dans le titre d’un recueil de l'auteur : The Nine Billion Names of God: The Best Short Stories of Arthur C. Clarke (1967).
Les Neuf Milliards de noms de Dieu a remporté le prix Hugo de la meilleure nouvelle courte de l’année 1954 (attribué rétrospectivement en 2004).

## Résumé
Des moines d’un monastère bouddhiste ont entrepris depuis longtemps de découvrir le seul vrai et unique nom de Dieu. Ils ont créé un système de codage à l’aide duquel ils pourraient, pensent-ils, transcrire tous les noms possibles de Dieu contenant, au plus, neuf caractères, selon un ensemble de contraintes : par exemple, aucun mot ne peut avoir le même caractère répété plus de trois fois de suite.
La tâche prenant trop longtemps, ils font l'acquisition d'un ordinateur capable d’imprimer l’ensemble des combinaisons. Deux techniciens occidentaux accompagnent la machine pour l'installer et la programmer. Les moines ne leur cachent pas que, selon leur croyance, lorsque l’ordinateur aura imprimé tous les noms, alors la réalité perdra tout sens et Dieu fera « disparaître » l’univers ; bien évidemment, les deux hommes restent incrédules devant cette affirmation.
Les informaticiens font démarrer les calculs. Au bout de trois mois, alors que la mission touche à sa fin, ils ont peur de la réaction des moines lorsqu’ils se rendront compte que le monde sera toujours là. Ils décident de fuir le monastère quelques heures avant que l’ordinateur ait terminé sa tâche. Leur évasion ayant réussi, ils font une pause sur le chemin de leur retour vers la civilisation. Ils regardent en arrière et « pour la dernière fois, au-dessus d’eux, dans la paix des hauteurs, une à une, les étoiles s’éteignaient… ».

## Publications
La nouvelle est notamment parue dans l'anthologie Autres dieux, autres mondes (1971).
Elle a aussi été publiée chez J'ai lu en 2007  (ISBN 2277301450).